# Salzkammergut

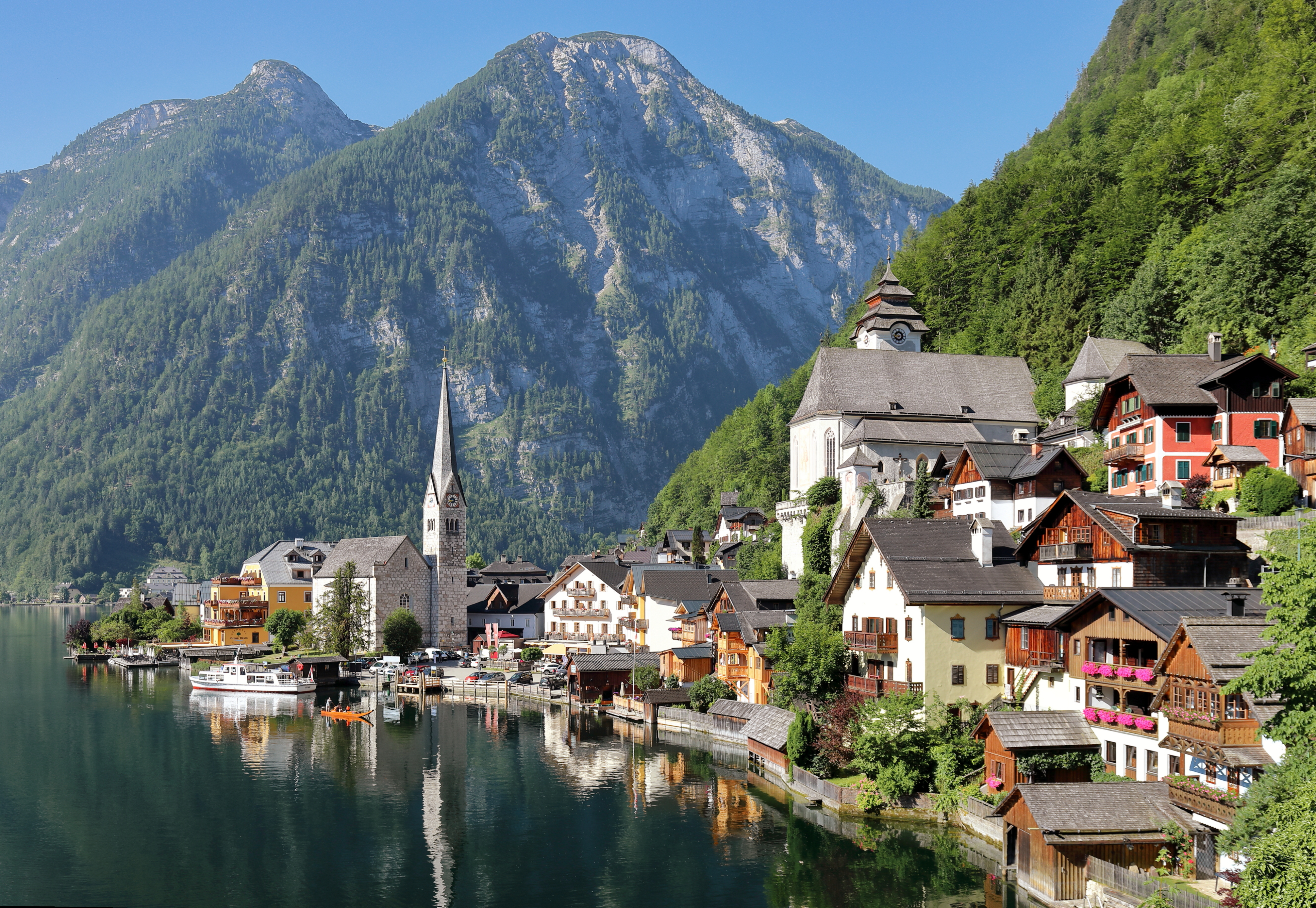
View of Hallstatt.

Salzkammergut (tiếng Đức: [ˈzaltskamɐɡuːt]; Trung Bayern: Soizkaumaguad) là một khu vực nghỉ dưỡng nằm ở Áo trải dài từ thành phố Salzburg về phía đông dọc theo cao nguyên Bayern và Dãy núi đá vôi Bắc Anpơ đến các đỉnh núi phủ đầy tuyết của dãy núi Dachstein. Con sông chính của khu vực này là Traun, một nhánh hữu ngạn của sông Danube.
Tên Salzkammergut dịch là "ruộng muối", Kammergut là một từ tiếng Đức cho các lãnh thổ được chiếm giữ bởi các hoàng tử đế quốc La Mã Thần thánh ở Áo ngày nay, đặc biệt là lãnh thổ của Vương quốc Habsburg. Các mỏ muối của Salzkammergut được quản lý bởi đế quốc Salzoberamt ở Gmunden từ 1745 đến 1850. Các phần của khu vực này đã được UNESCO công nhận là Di sản thế giới từ năm 1997.